# 圣若翰洗者堂 (阿卡)
圣若翰洗者堂 (希伯來語：‎)是以色列北部城市阿卡的一座罗马天主教教堂。它非常靠近海岸和灯塔。
目前的教堂是由方济各会建于1737年。